# Hyundai H350

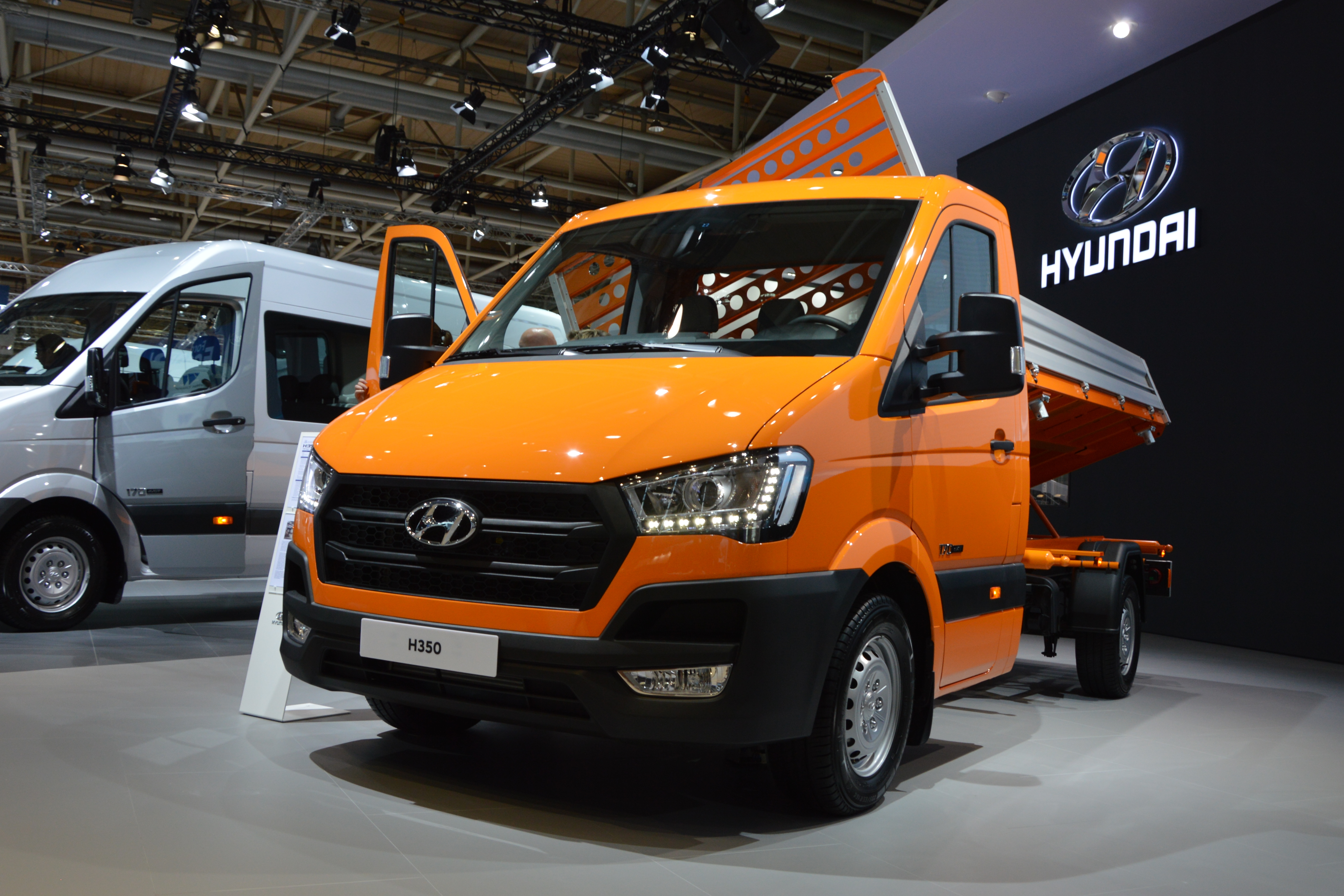
Hyundai H350 als Dreiseitenkipper auf der IAA 2016

Der Hyundai H350 ist ein Kleintransporter des koreanischen Herstellers Hyundai, der im September 2014 auf der IAA-Nutzfahrzeuge erstmals vorgestellt wurde. Einen Monat später wurde er auch auf dem Pariser Autosalon präsentiert. Das Fahrzeug wird seit 2015 auf dem europäischen Markt angeboten. Produziert wird es in der Türkei vom dortigen Kooperationspartner Karsan.

## Varianten
Das Fahrzeug wird in den Karosserievarianten Kastenwagen, Kleinbus, Kipper, Pritsche und Fahrgestell in einer Länge von 6,20 m bei einem Radstand von 3,67 m vermarktet. Weitere Längen und Aufbauhöhen sollen folgen.

## Technische Daten
Die Nutzlast des Kastenwagens wird vom Hersteller mit 1400 kg, die Anhängelast mit 2500 kg angegeben. Die Maße des Laderaumes betragen 3780 mm Länge, 1795 mm Breite und 1955 mm Höhe und erlauben den Transport von fünf Europaletten, die durch eine Schiebetür oder die Hecktüren geladen werden können. Der Öffnungswinkel der Hecktüren ermöglicht die Beladung mit Gabelstaplern. Die Ladungssicherung kann über 14 Zurrösen erfolgen.
Während der Kastenwagen drei Personen Platz im Fahrerraum bietet, ist der Kleinbus mit Sitzplätzen für 14 oder 15 Passagiere ausgerüstet.
Als Motoren werden CRDi-Dieselmotoren (2,5 Liter-Vierzylindermotoren) mit 110 kW (150 PS) (Max. Drehmoment: 373 Nm) und mit 125 kW (170 PS) (Drehmoment: 422 Nm) angeboten. Diese sind mit einem 6-Gang-Schaltgetriebe gekoppelt. Das Fahrzeug hat Hinterradantrieb und verfügt über Einzelradaufhängung an der Vorderachse und starre Parabelfederung an der Hinterachse.
| Motor                           | 2.5 CRDi                        | 2.5 CRDi                        |
| Zylinderzahl                    | R4                              | R4                              |
| Hubraum (cm³)                   | 2497                            | 2497                            |
| Max. Leistung (kW/PS)           | 110/150 bei 3600                | 125/170 bei 3600                |
| Max. Drehmoment (Nm)            | 373 bei 1500                    | 422 bei 1500                    |
| Höchstgeschwindigkeit (km/h)    | 156 / 170 (je nach Übersetzung) | 156 / 170 (je nach Übersetzung) |
| Getriebe (Serienmäßig)          | 6-Gang-Schaltgetriebe           | 6-Gang-Schaltgetriebe           |
| Verbrauch kombiniert (l/100 km) | 9,9 D                           | 9,9 D                           |
| Tankinhalt (Liter)              | 75                              | 75                              |

## Ausstattung
Zur Serienausstattung gehören eine Lichtautomatik, ein Regensensor, ein Spurhalteassistent sowie mehrere Ablageflächen im A4-Format. Als Option werden unter anderem ein gekühltes Handschuhfach, eine Standheizung und eine Android-basierte Multimediaanlage angeboten.